# 四条隆師
四条隆師（しじょう たかもろ、宝暦6年（1756年）8月3日 - 文化8年（1811年）2月2日）は、江戸時代後期の公卿。

## 官歴
- 宝暦6年（1763年）：従五位上、侍従
- 明和3年（1766年）：正五位下
- 明和6年（1769年）：従四位下、近衛権少将
- 安永元年（1772年）：出羽権介
- 安永4年（1775年）：正四位下
- 安永5年（1776年）：右近衛権中将
- 安永6年（1777年）：従三位
- 安永8年（1779年）：正三位
- 寛政元年（1789年）：参議
- 寛政2年（1790年）：従二位
- 寛政4年（1792年）：右衛門督
- 寛政6年（1794年）：踏歌外弁
- 寛政8年（1796年）：左衛門督
- 寛政9年（1797年）：権中納言
- 寛政10年（1798年）：正二位
- 文化元年（1804年）：権大納言

## 系譜
- 実父：中山栄親
- 養父：四条隆叙
- 子：四条隆考
- 子：四条隆生